# Денисовское сельское поселение (Ростовская область)
Денисовское сельское поселение — муниципальное образование в Ремонтненском районе Ростовской области.
Административный центр поселения — посёлок Денисовский.

## История
В октябре 1929 года на территории Ремонтненского района был организован совхоз «Скотовод» № 2. Через год он был разделён на три совхоза. Совхозы имели мясо-молочное направление.
Денисовский поселковый совет был учреждён в июле 1939 года. Исполнительный комитет находился в посёлке Денисовский, который расположен в 35 км от районного центра — село Ремонтное.
Перед началом Великой Отечественной войны на месте нынешнего поселка Денисовский находилось семь четырёхквартирных домов и два барака, а основная часть рабочих совхоза жила в землянках.
В период немецкой оккупации с августа 1942 года по январь 1943 года скот был эвакуирован, а документы о деятельности совхоза — уничтожены. После освобождения района Красной Армией территории посёлка, совхоз возобновил свою деятельность. С 1948 года имел овцеводческое направление.
С 1 сентября 1959 года Денисовский поселковый совет в учётных данных именовался как сельский совет.
24 января 1992 года Денисовский сельский Совет был преобразован в Денисовскую сельскую администрацию Ремонтненского района Ростовской области. С 1 января 2006 года администрация была переименована в Денисовское сельское поселение.

## Население
| 2010 | 2012 | 2013 | 2014 | 2015 | 2016 | 2017 | 2018 | 2019 |
| ---- | ---- | ---- | ---- | ---- | ---- | ---- | ---- | ---- |
| 820  | ↘811 | ↘809 | ↘799 | ↘787 | ↗794 | ↗795 | ↗802 | ↘785 |
| 2020 | 2021 |      |      |      |      |      |      |      |
| ↗788 | ↘769 |      |      |      |      |      |      |      |

## Административное устройство
В Денисовское сельское поселение входит один населённый пункт — посёлок Денисовский.

## Местное самоуправление
Главы сельского поселения
- с 18 октября 2016 года — Василий Гаврилович Гладкий
- Олеся Аркадьевна Апанасенко

Главы администрации
- с 18 октября 2016 года — Олеся Аркадьевна Апанасенко
- Максим Владимирович Моргунов